# Scolichthys greenwayi
Scolichthys greenwayi is een straalvinnige vissensoort uit de familie van de levendbarende tandkarpers (Poeciliidae). De wetenschappelijke naam van de soort is gepubliceerd in 1967 door Rosen, en verwijst naar James Greenway.